# ERIH PLUS
ERIH PLUS (спочатку називався European Reference Index for the Humanities або ERIH) є системою реферування та індексації, що містить бібліографічну інформацію про академічний журнал з гуманітарних і суспільних наук. Індекс включає в себе всі журнали, які відповідають наступним вимогам: "чіткі процедури зовнішнього експертного оцінювання; академічна редакційна колегія з членами з університетами або іншими незалежними дослідницькими організаціями, дійсний код ISSN, підтверджений міжнародним реєстром ISSN, анотації англійською та / або іншою міжнародною мовою, що стосуються всіх опублікованих статей, інформація про представництва та адреси авторів, максимум дві третини - автори опубліковані в журналі з того самого закладу".
Спочатку ERIH була створена Європейським науковим фондом і була передана в Норвезьку службу соціальних наук у 2014 році, головним чином тому, що вона вже діє як Norwegian Scientific Index.  В той же час він був поширений на соціальні дисципліни та перейменований в ERIH PLUS.  ERIH PLUS планується розширити, щоб включити також природні науки, і координується з норвезьким науковим індексом.

## Інтернет-ресурси
- Офіційний сайт